# Политический сыск
Политический сыск — слежение государства за скрытым политическим мнением своих граждан,  часто для воздействия на него. 
С точки зрения марксизма, является одним из выражений государственной власти, одной из форм диктатуры правящего класса: при капитализме политический сыск служит для распыления борьбы трудящихся за свои права, предотвращения организации революционной борьбы за смену политического строя прогрессивным. При построении коммунистического строя в рамках диктатуры пролетариата призван обеспечить защиту большинства общества — трудящихся — от реставрационных действий реакционных слоёв общества.
В государствах с тоталитарными и авторитарными режимами может иметь форму официального уголовного преследования за оппозиционную политическую деятельность или инакомыслие.
В Российской Федерации существует, по мнению некоторых экспертов и правозащитников, явочным порядком.